# سيلفيا هان
سيلفيا هان هي رسامة كندية، ولدت في 2 مايو 1911 في تورونتو في كندا، وتوفيت في 2 يناير 2001 في مدينة ويتبي في المملكة المتحدة.